# Saint Joseph (cidade)
Saint Joseph é uma cidade de Dominica localizada na paróquia de Saint Joseph.